# Microrphium
Microrphium es un género con tres especies de plantas con flores perteneciente a la familia Gentianaceae.

## Taxonomía
El género fue descrito por  Charles Baron Clarke y publicado en Journal of the Asiatic Society of Bengal. Part 2. Natural History 74: 88. 1906.   La especie tipo es:   Microrphium pubescens

## Especies seleccionadas
- Microrphium elmerianum
- Microrphium palawanense
- Microrphium pubescens